# Eoenantiornis buhleri
Eoenantiornis buhleri (Еоенанціорніс) — викопний вид енанціорносових птахів з ранньої крейди (близько 125 млн років тому). Єдиний зразок був зібраний з пластів формації Yixian недалеко міста Бейпяо провінції Ляонін в Китаї в 1999 році Лінхаєм Хоу. У дзьобі цього птаха були зуби, а на крилах по два кігтя (як і в більшості птахів того часу).